# Вевержи (замък)
Вевержи (на чешки: Veveří) – кралският замък е паметник на средновековната архитектура, приблизително на 13 километра северозападно от центъра на Бърно. Замъкът е разположен на горист нос над Бърненското водохранилище, на завоя на река Свратка, където в нея се влива ручея Веверка. Територията на замъка е под управлението на град Бърно.
Това е един от най-старите и големи замъци не само в Моравия, но и в цялата Чешка република.

## История
Съгласно легендата, замъкът е построен около 1059 г. от княз Конрад I Бърненски. Старата част на Вевержи (в късноромански и ранноготически стил) се намира на тясната част на носа.
Първото споменаване е от 31 декември 1213 г., когато в документи, предадени от Ордена на Йоанитите на крал Пршемисъл Отакар I, се споменава Stephanus de Weverin, което означава Стефан от Вевержи.
Не е изключено първоначално през 13 век Вевержи да е бил само ловен замък, и постепенно да се е превърнал в административен център на околните и новозаселените земи по течението на река Свратка.
По-късно Пршемисъл Отакар II изпраща своите политически опоненти на заточение именно в този замък.
В течение на три десетилетия след смъртта на последния Пршемисъл, Вацлав III, замъкът Вевержи е споменат само един път. На 14 август 1308 г. новоизбрания чешки крал Индржих (Хенрих Хорутански) се задължава да заплати на Фридрих Хабсбург 45 000 пражки гривни за правото на управление над Чехия и Моравия. До заплащането на Хенрих на указаната сума, кралските имения в Моравия остават под владение на Фридрих, в това число и замъкът Вевержи.
При Ян Люксембургски (Ян Слепия) Вевержи остава под управлението на местната шляхта.
Впоследствие, братът на Карл IV, Ян Хенрих, става маркграф и укрепява и разширява замъка. Той избира Вевержи в качеството на едно от основните си местожителства и започва основен ремонт и разширение, построява нови кули, двор, стени и параклис.
На 27 март 1421 г., крал Сигизмунд Люксембургски, по време на войните с хуситите, дава замъка Вевержи на своя хетман Петър Кутея, който по негово мнение, ще успее да защити град Брно и да накаже еретиците в Моравия. Тези планове обаче не се осъществяват, макар и Вевержи да остава в ръцете на краля.
През 1424 г. замъкът е обсаден от хуситите, но неуспешно.
През 1468 г. Вевержи е превзет от армията на Матиас Корвин (бъдещия крал на Чехия, заедно с Владислав Ягелончик).
През 1645 г., по време на обсадата на Бърно от шведските войски, е обсаден и самият замък, който също като града устоява на шведите.
През 1870 г. основното здание е ремонтирано и са преустроени околностите. Появяват се английски парк и оранжерии.
От 1881 г. замъкът става собственост на барон Морис дьо Хирш и остава в семейството до национализацията му. В началото на 20 век Вевержи е посетен три пъти от Уинстън Чърчил: през август 1906, септември 1907 и септември 1908 г. – последния път по време на медения му месец.
Последният частен собственик е приемен син на барон Хирш и шест години води дело срещу чешките власти относно собствеността и едва през 1925 г. се съгласява на парична компенсация. Оттогава замъкът, заедно с прилежащите му околности, е национална собственост.
По време на немската окупация от 1942 до 1945 г. замъкът е използван за нуждите на Вермахта и СС, най-вече за военна подготовка.
В хода на бойните действия по освобождението на Бърно, замъкът е сериозно повреден.
След 1972 г. възниква проект за реконструкция на замъка като конферентен център, но във връзка с кадифената революция, проектът е спрян.
В началото на 21 век зданията на комплекса, повредени от неумели по-стари реконструкции, активно се реставрират и продължават да се възстановяват.